# Aeroporto de Macaé

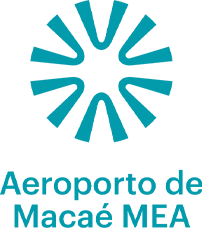
Logotipo do Aeroporto de Macaé

O Aeroporto de Macaé ou Aeroporto Joaquim de Azevedo Mancebo, é um aeroporto administrado pela Zurich Airport Brasil, localizado no município brasileiro de Macaé na Baixadas Litorâneas no estado do Rio de Janeiro. Tem grande vocação para voos de helicópteros vindos de plataformas localizadas ao longo da Bacia de Campos e voos comerciais diários para o Rio de Janeiro, operados principalmente pela Azul Linhas Aéreas. Por ser o aeroporto mais próximo da região e com melhores condições para voo pois possui instrumentos como o VOR 115.9. Possui mais de 6 parkings, Torre de Controle, e Controle de Aproximação Radar. Administrado pela Infraero, é um dos mais importantes aeroportos do país. A concessão do aeroporto foi arrematada em leilão, no dia 15 de março de 2019, pela empresa Zurich Airport, que assumiu o controle em 20 de dezembro de 2019. Esta empresa é dona do Aeroporto de Zurique, um dos melhores do mundo.

## Estrutura
O aeroporto passou por obras de modernização entre os anos de 2018 e 2019, com ampliação e reforma do terminal de passageiros e da pista. Segundo a Infraero, o planejamento ofereceu a ampliação de 900 para 11 mil m² do terminal, contando com novos equipamentos de climatização e de segurança, novas escadas e esteiras rolantes, entre outros. O novo terminal abriga operações de embarque e desembarque off-shore (relacionadas às atividades de extração de petróleo), assim como as operações da aviação comercial regular. O estacionamento de veículos também foi expandido, passando de 76 para 483 vagas. Já o pátio de aeronaves ganhou novo layout na via de serviço, incluindo duas rotatórias para aumentar a segurança durante a circulação dos veículos. O prédio administrativo, por sua vez, recebeu adequações como a reforma e ampliação do primeiro pavimento para receber novas áreas para apoio de tripulações e órgãos públicos e a instalação de um novo elevador.
Nos últimos anos, o complexo aeroportuário fluminense recebeu estes investimentos de aproximadamente R$ 90 milhões, sendo R$ 64 milhões nas obras do terminal de passageiros e R$ 26 milhões nas obras de recuperação das pistas de pousos e decolagens e taxiamento de aeronaves. As suas obras de modernização foram inauguradas no dia 12 de março de 2019 com a presença de autoridades, proporcionando a Macaé uma nova fase na sua história aeroportuária, uma vez que o PCN da pista foi aumentado de 7 para 19, assim permitindo pousos de aeronaves de maior porte como os ATR-72 e aviões da Embraer, como por exemplo os E-Jets (190 e 195). Não há voos na cidade desde 2015, já que a Azul alegou a falta de infraestrutura do local.
Em outubro de 2019, a Voepass, junto com a MAP, começaram as operações para Macaé com um voo diário para São Paulo (ida e volta). Em 09 de dezembro desse mesmo ano, a Azul inaugurou através do voo 9000 a rota para Macaé a partir do Aeroporto Galeão, voo AD5290, que ainda ligará por escala a cidade de Campos. Os voos regulares das empresas são realizados por aeronaves modelo ATR 72-600 com capacidade para até 70 passageiros.
Em Fevereiro de 2020, a Gol em parceria com a Passaredo, inaugurará o voo Macaé-Galeão-Macaé.
No inicio da Pandemia da Covid-19 em 2020, os voos operados pela Voepass e Azul foram suspensos. Em novembro de 2020 a Azul retornou as operações com aviões menores de até 12 passageiros, o avião Cessna Grand Caravan com 3 frequências diárias para o aeroporto Santos Dumont (SDU) no Rio  de Janeiro com uma curta escala em Campos dos Goytacazes. No dia primeiro de fevereiro de 2021 a Azul retornou os voos com o ATR 72-600, uma aeronave maior, com capacidade para 70 passageiros.
A Voepass ainda não retornou os voos para Macaé.
Atualmente conta com vôos para o aeroporto Santos Dumont pela Azul Conecta com Cessna Caravan C208 e Campinas-Viracopos pela Azul com o ATR 72-600.

## Números
Sítio aeroportuário
- Área: 480.000 m²

Pátio das aeronaves
- Área: 41.000 m²

Terminal de passageiros
- Área: 10.200 m²

Estacionamento
- Capacidade: 483 vagas

Estacionamento de aeronaves
- Número de posições: 47

## Fundação
Joaquim de Azevedo Mancebo, macaense, construiu a primeira pista de pouso no município e fundou o Aero Clube de Macaé em 1966.